# 권철현 (1948년)
권철현(1948년 4월 5일 ~ )은 대한민국의 정치인이다. 제41대 산청군수를 역임했다.

## 학력
- 단성국민학교 (졸업)
- 단성중학교 (졸업)
- 진주농림고등학교 (졸업)
- 한국방송통신대학교 (농학과 / 졸업)
- 경상대학교 대학원 (물리학 / 석사)
- 경상대학교 대학원 (임학 / 박사)

## 역대 선거 결과
|  | 31.41% |

|  | 28.38% |

|  | 2.30% |